# 佩格拉山
佩格拉山（西班牙語：Pico de Peguera），是西班牙的山峰，位於西班牙東北部加泰羅尼亞，屬於比利牛斯山的一部分，海拔高度2,980米，山體由花崗岩組成，人類在1878年7月首次登頂。
42°32′26″N 1°00′43″E / 42.54056°N 1.01194°E